# 급성호흡곤란증후군
급성호흡곤란증후군(acute respiratory distress syndrome, ARDS)은 허파에 생긴 급성 염증으로 인하여 생기는 호흡부전을 의미한다. ARDS에서는 다양한 원인으로 인하여 폐포 모세혈관막의 투과성이 증가해 폐포 공간 내로 액체가 유출되고, 저산소증 및 염증성 급성폐손상이 발생하게 된다. ARDS의 대표적 증상으로는 호흡곤란, 호흡수 증가, 빈맥, 새파랗게 질린 피부색이 있다. ARDS에서 회복하더라도 삶의 질 저하가 비교적 흔한 휴유증으로 남게 된다.

## 역사
급성 호흡곤란 증후군은 1967년 Ashbaugh에 의해 처음 기술되었다. 1994년 American-European Consensus Conference Criteria가 발표되어 ARDS를 정의하였다. 2012년 Berlin Criteria가 새로 발표되어 ARDS의 진단 기준을 확립하였다.

## 증상
ARDS의 증상은 2시간의 선동 사건 이내에 종종 시작되지만 1~3일 후에 발생할 수 있다. 증상에는 비정상적인 환기로 인한 호흡곤란, 빈호흡, 혈액 내 저산소증을 포함할 수 있다.

## 합병증
ARDS가 외과적인 치료를 요구하는 매우 심각한 질병이기 때문에 위험이 없지만은 않다. 간주되는 합병증은 다음과 같다:
- 허파: 기압 장애, 폐색전증, 폐섬유증, 인공호흡기 관련 폐렴
- 위장: 출혈(궤양), 활동장애, 기복증, 세균 전이
- 심장: 부정맥, 심근 기능 장애
- 신장: 급성 신부전, 긍정 액체 평형
- 역학적: 혈관 손상, 기흉, 도관 부상/협착
- 영양: 영양실조, 전해질 결핍[4]

## 치료

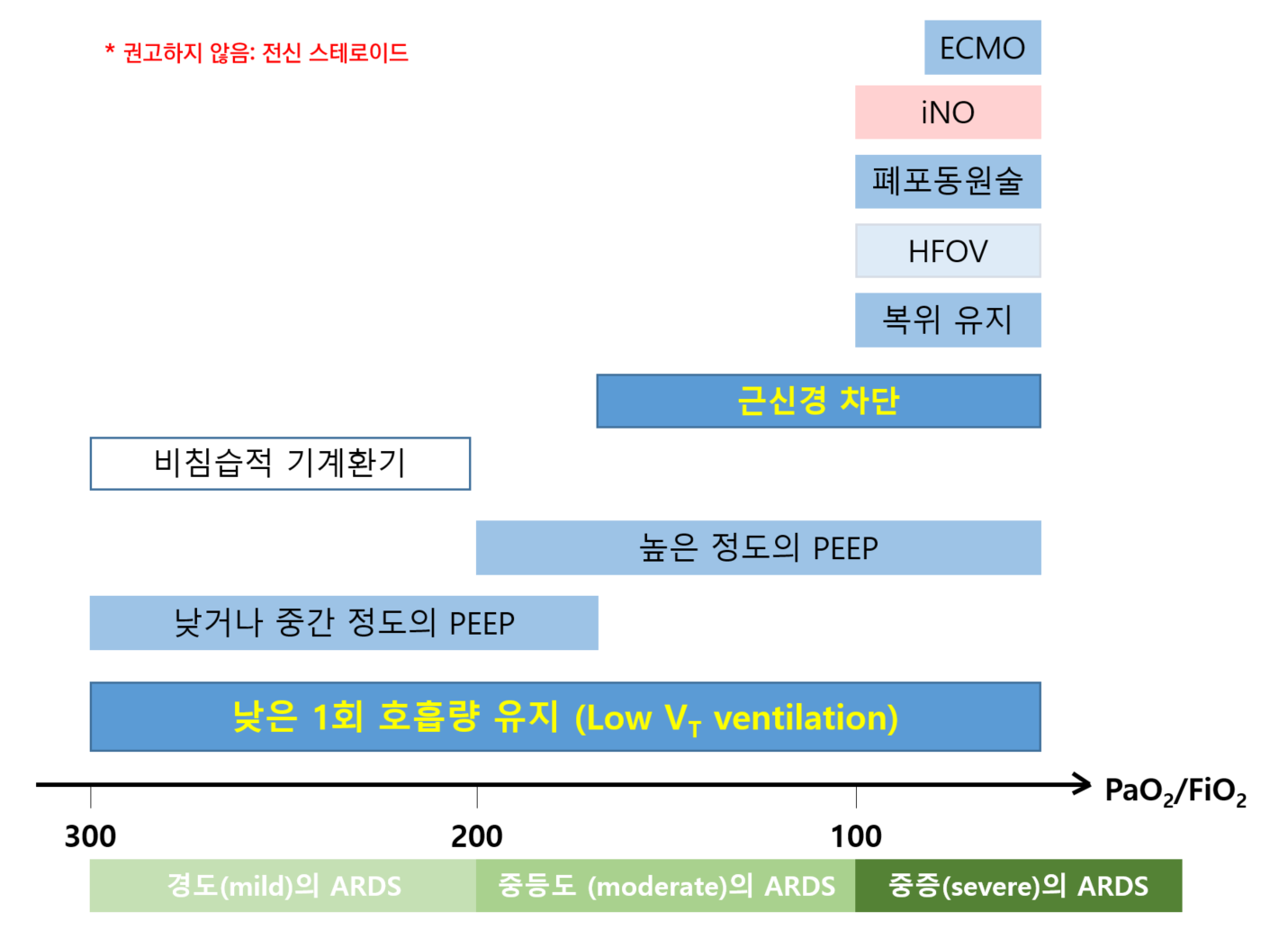
급성호흡곤란증후군(ARDS)의 치료법

급성호흡곤란증후군은 일반적으로 중환자실에서 기계환기를 통해 관리된. 기계환기 시에는 구강을 통해 기도로 들어가는 기관내 삽관을 적용하거나, ≥2주 이상의 장기 환기가 필요한 경우 기관 절개술을 시행한다. 비침습적 환기는 질병 초기에 국한되어 사용하거나, ARDS의 고위험군에 해당하는 비정형 폐렴, 폐 타박상, 수술 후 환자들에 대해 예방적으로 적용할 수 있다. ARDS의 치료에서는 기계환기에 의한 폐손상을 막는 것이 중요하다. 저일회호흡량 환기는 ARDS 치료에서 중요한 역할을 차지하며, 사망률을 줄인다는 강력한 증거가 있다. 동시에 ARDS를 일으킨 근본 원인에 대한 치료가 중요하다. 혈액배양 결과가 나오거나 감염이 의심되는 경우 빠르게 적절한 항생제 치료를 시작해야 한다. 필요한 경우 경험적 항생제를 투여할 수 있다. 패혈증이 동반된 경우 가이드라인에 따라 치료한다.